# Martin Kirschner (chirurg)
Martin Kirschner (ur. 28 października 1879 we Wrocławiu, zm. 30 sierpnia 1942 w Heidelbergu) – niemiecki chirurg.
Studiował na uniwersytetach we Fryburgu, Strasburgu, Zurychu i Monachium.
Po ukończeniu studiów w Strasburgu w 1904 wyjechał do Berlina, gdzie na Uniwersytecie Fryderyka Wilhelma kontynuował naukę na studiach podyplomowych pod okiem Rudolfa von Renversa (1854–1909). W latach 1908–1910 pracował w klinice chirurgii Uniwersytetu w Greifswaldzie, pod okiem Erwina Payra (1871–1947), następnie wyjechał do Królewca, gdzie na tamtejszym uniwersytecie pracował z Payrem i Paulem Leopoldem Friedrichem (1864–1916). Był mianowany na profesora chirurgii królewieckiej uczelni w 1916, a w 1917 przyjął propozycję objęcia tego samego stanowiska na Uniwersytecie Eberharda i Karola w Tybindze.
18 marca 1924 Kirschner przeprowadził pierwszą udaną embolektomię tętnicy płucnej (operację Trendelenburga). Rozwinął nową metodę wytworzenia sztucznego przełyku i metodę otwarcia stawu kolanowego.